# Нижнее Номоконово
Нижнее Номоконово — село в Шилкинском районе Забайкальского края России. Входит в состав сельского поселения Номоконовское.

## География
Находится в юго-западной части района на расстоянии примерно 42 километра (по прямой) на запад от города Шилка.
Часовой пояс
Село Нижнее Номоконово находится в часовой зоне МСК+6. Смещение применяемого времени относительно UTC составляет +9:00.

## Население
| 2021 |
| ---- |
| 2    |

## История
Решение образовать новый населённый пункт путём выделения из юго-восточной части села Номоконово было принято Законом Забайкальского края от 25 декабря 2013 года. На федеральном уровне соответствующе наименование селу было присвоено Распоряжением Правительства России от 13 мая 2015 года № 860-Р.

## Климат
Климат резко континентальный с длительной недостаточно снежной зимой и более коротким, теплым, неравномерно увлажненным летом. Зима длится от начала октября до конца марта – начала апреля. Средняя температура воздуха в январе колеблется от -25°С до -29°С. Зима малоснежная. Мощность снежного покрова колеблется от 10-15 см (на пониженных местах) до 20 см (в горах). Лето короткое (от 100 до 115 дней), начинается в конце мая и продолжается до начала сентября. Во второй половине лета выпадает основное количество осадков теплого периода (до 60-80% от годовой суммы), а на реках образуются паводки, иногда переходящие в наводнения. Средние температуры июля составляют +18°С, +20°С, а их максимум может достигать +40°С. Переходные сезоны года короткие (от 35 до 40 дней), при этом для весны характерна ветреная погода.